# المسارعه

قرية المسارعه هي قرية في السودان وتعد من أشهر قرى غرب المناقل.

## التعليم
كانت مناره للتعليم يقصدونها أبناء أكثر من خمسه قرى
مؤسساتها من التاسيس القديم فأغلب بنيانها من الحجر المخروط.

## الجغرافيا
أما حدودها من الشرق قرية متصله والماطوراب و24 القرشي ومن الش
مال الحفائر
ومن الغرب مشيرى ومن الجنوب شرفت